# Fexhe-le-Haut-Clocher
Fexhe-le-Haut-Clocher (prononcé [fɛksləoklɔʃe] ; en wallon Fèhe-å-Hôt-Clokî [fɛx]) est une commune francophone de Belgique située en Région wallonne dans la province de Liège, ainsi qu'une localité où siège son administration. S'étendant sur 1 876 ha, la commune regroupe, depuis la fusion qui a eu lieu en 1965, cinq villages : Fexhe(-le-Haut-Clocher), Freloux, Noville, Roloux et Voroux-Goreux.

## Géographie

### Sections de commune
| # | Nom                   | Superf. (km²) | Habitants (2020) | Habitants par km² | Code INS |
| - | --------------------- | ------------- | ---------------- | ----------------- | -------- |
| 1 | Fexhe-le-Haut-Clocher | 6,33          | 931              | 147               | 64025A0  |
| 2 | Voroux-Goreux         | 3,52          | 1.336            | 380               | 64025A1  |
| 3 | Roloux                | 3,26          | 450              | 138               | 64025A2  |
| 4 | Noville               | 3,92          | 404              | 103               | 64025A3  |
| 5 | Freloux               | 1,72          | 95               | 55                | 64025A4  |

### Communes limitrophes
| Remicourt | Crisnée        |       |
| Donceel   | Fexhe          | Awans |
|           | Grâce-Hollogne |       |

## Démographie
En moins de trente ans, la vocation de cette commune essentiellement rurale a évolué avec l'accroissement et la diversification de la population.
La présence proche de l'aéroport de Liège, la proximité des autoroutes Liège-Bruxelles et Liège-Namur ainsi que le retour à la campagne, sont d'autres facteurs qui ont influencé la vie locale.

### Démographie: Avant la fusion des communes
- Source: DGS recensements population

### Démographie: Commune fusionnée
En tenant compte des anciennes communes entraînées dans la fusion de communes de 1965, on peut dresser l'évolution suivante:
Les chiffres des années 1831 à 1970 tiennent compte des chiffres des anciennes communes fusionnées.
- Source: DGS , de 1831 à 1981=recensements population; à partir de 1990 = nombre d'habitants chaque 1 janvier[2]

## Histoire
Fexhe est connue pour la « paix de Fexhe », signée le 17 juin 1316 par trois représentants du prince-évêque de Liège Adolphe de La Marck, et les adversaires de ces derniers.

## Héraldique
|  | Les premières armoiries ont été octroyées le 11 novembre 1819. De nouvelles ont été attribuées le 12 décembre 1954 et confirmées le 6 juin 1979. Blasonnement : De gueules au lion d'argent, la queue fourchée et passée en sautoir, armé, lampassé et couronné d'or. Les premières étaient blasonnées : Een schild waarop de Heilige Remaclus in deszelfs bisschoppelijk gewaad, op een grond van groen, met geboomte van hetzelfde; voor den H. Remaclus loopt een hond beladen met een korf met vruchten. (Traduction libre : Un bouclier sur lequel Saint Remaclus dans sa robe épiscopale, sur un terrain de verdure, avec des arbres de la même manière ; un chien chargé d'une corbeille de fruits se promène devant H. Remaclus.) Source du blasonnement : Heraldy of the World. |

## Politique et administration

### Collège et conseil communal 2024-2030
Ci-dessous, le tableau des résultats des élections communales de 2024.
| Parti | Parti              | Voix (2024) | Voix (2018) | % (2024) | % (2018) | +/-   | Sièges  | +/-  | Collège |
| ----- | ------------------ | ----------- | ----------- | -------- | -------- | ----- | ------- | ---- | ------- |
|       | La Liste du Mayeur | 1.771       | -           | 83,77%   | -        | 0.0 % | 12 / 13 | 12.0 | Oui     |
|       | ONE                | 343         | -           | 16,23%   | -        | 0.0 % | 1 / 13  | 1.0  | Non     |
|       | Liste Mayeur       | -           | 1.584       | -        | 73,00%   | 0.0 % | - / 13  | 10.0 | Non     |
|       | ENVOL@FEXHE        | -           | 586         | -        | 27,00%   | 0.0 % | - / 13  | 3.0  | Non     |
| Total | Total              | 2 114       | 2 170       | 100 %    | 100 %    |       | 13      |      |         |

| Collège communal  |                     |                         |
| ----------------- | ------------------- | ----------------------- |
| Bourgmestre       | Henri Christophe    | MR - La Liste du Mayeur |
| 1er Échevine      | Sandrine Malchair   | La Liste du Mayeur      |
| 2e Échevine       | Carole Nachtergaele | MR - La Liste du Mayeur |
| 3e Échevin        | Stephan Jansen      | La Liste du Mayeur      |
| Président du Cpas | Marc Paterka        | La Liste du Mayeur      |

### Bourgmestres et résultats électoraux
Le tableau ci-après reprend les résultats électoraux depuis la fusion des communes :
| Élections  | Bourgmestre               | Résultats                                     |
| 10-10-1976 | François Thomas (PS)      | 6 PS >< 5 Intérêts communaux                  |
| 10-10-1982 | François Thomas (PS)      | 8 PS >< 3 Entente communale                   |
| 09-10-1988 | François Thomas (PS)      | 8 PS >< 3 Entente communale                   |
| 09-10-1994 | François Thomas (PS)      | 6 PS >< 5 Entente communale                   |
| 23-09-1998 | Francine Abeels (PS)      | (Retrait de F. Thomas)                        |
| 08-10-2000 | Jean-Marie Collette (NEC) | 5 NEC et 1 OPA >< 5 PS                        |
| 08-10-2006 | Henri Christophe (MR)     | 6 MR et 5 CDH >< 1 PS et 1 PC                 |
| 14-10-2012 | Henri Christophe (MR)     | 10 Liste du Maïeur >< 2 PS et 1 Tous Ensemble |
| 14-10-2018 | Henri Christophe (MR)     | 10 Liste du Maïeur >< 3 ENVOL@FEXHE           |
| 13-10-2024 | Henri Christophe (MR)     | 12 La Liste du Maïeur >< 1 ONE                |

### Jumelages
Ailly-le-Haut-Clocher (France)

## Galerie

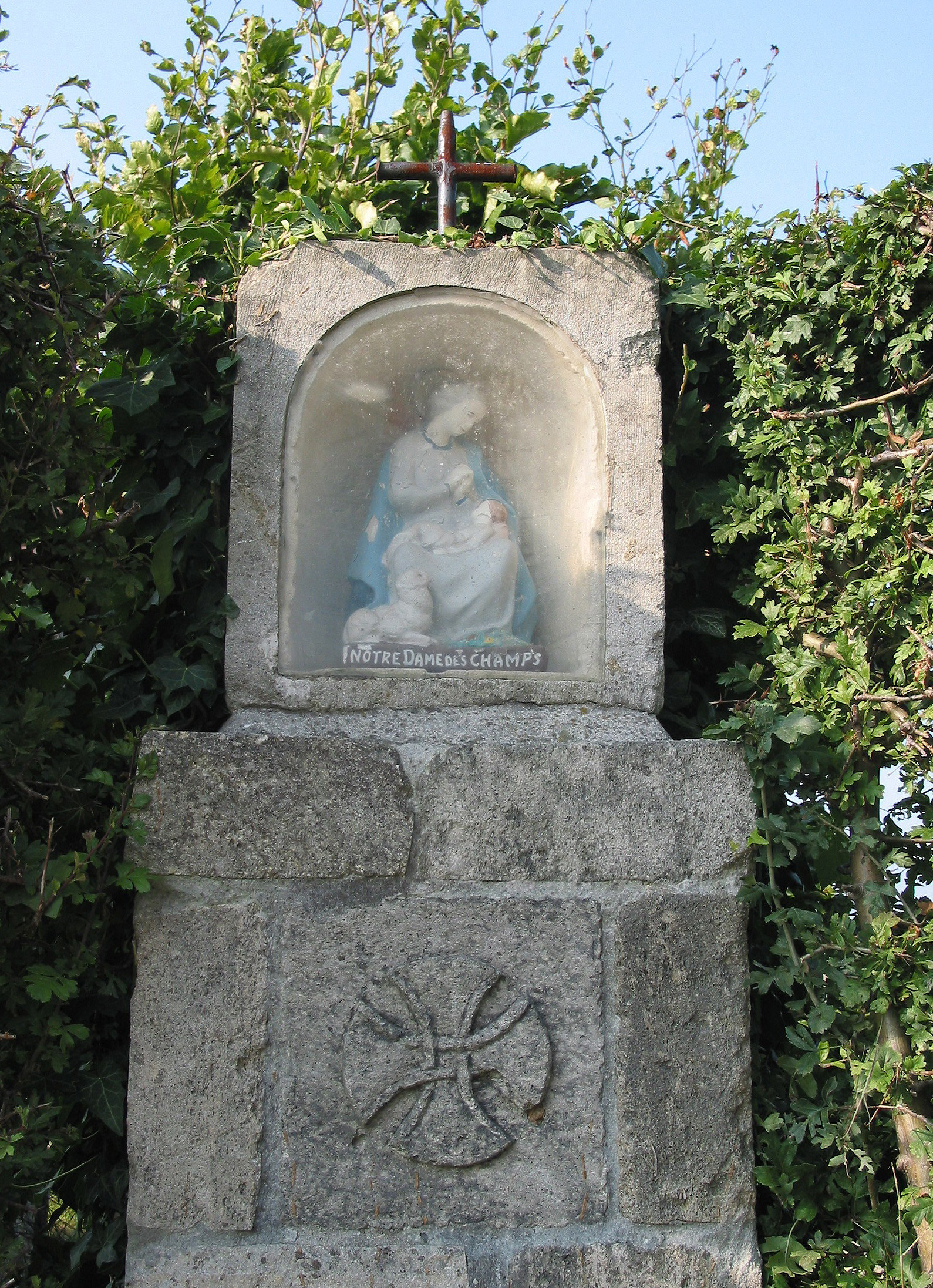
Oratoire.
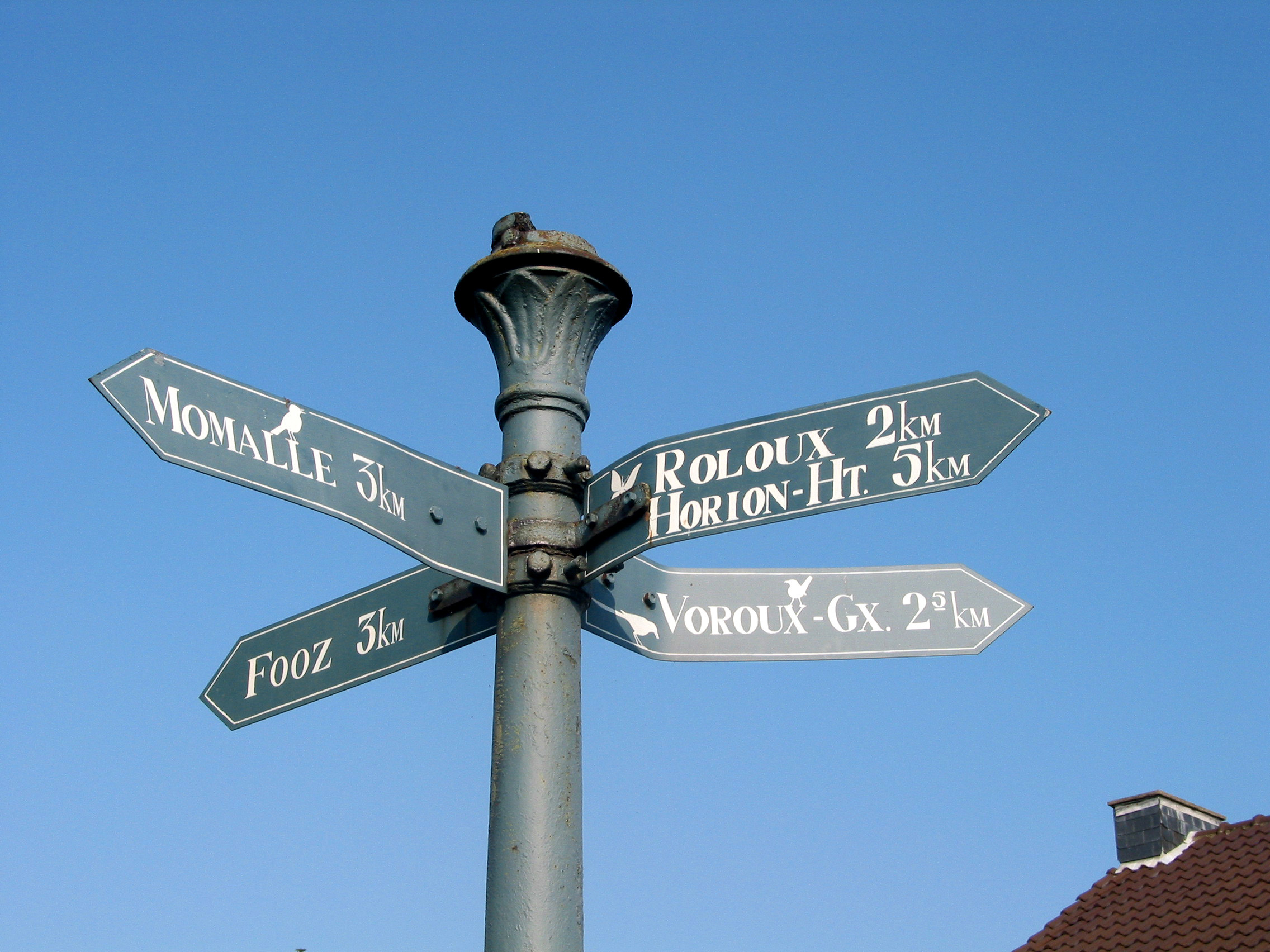
Poteau indicateur.
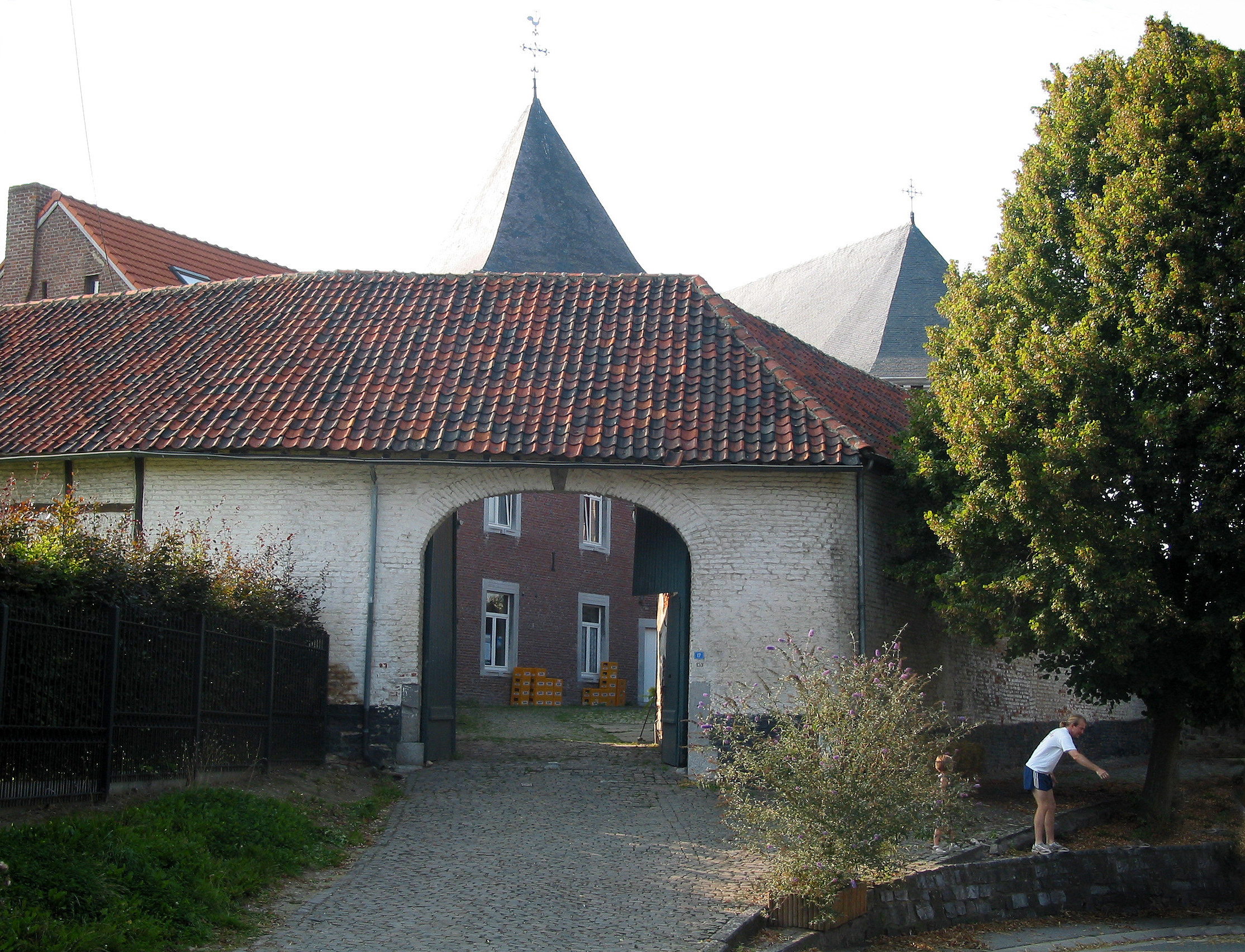
Presbytère.
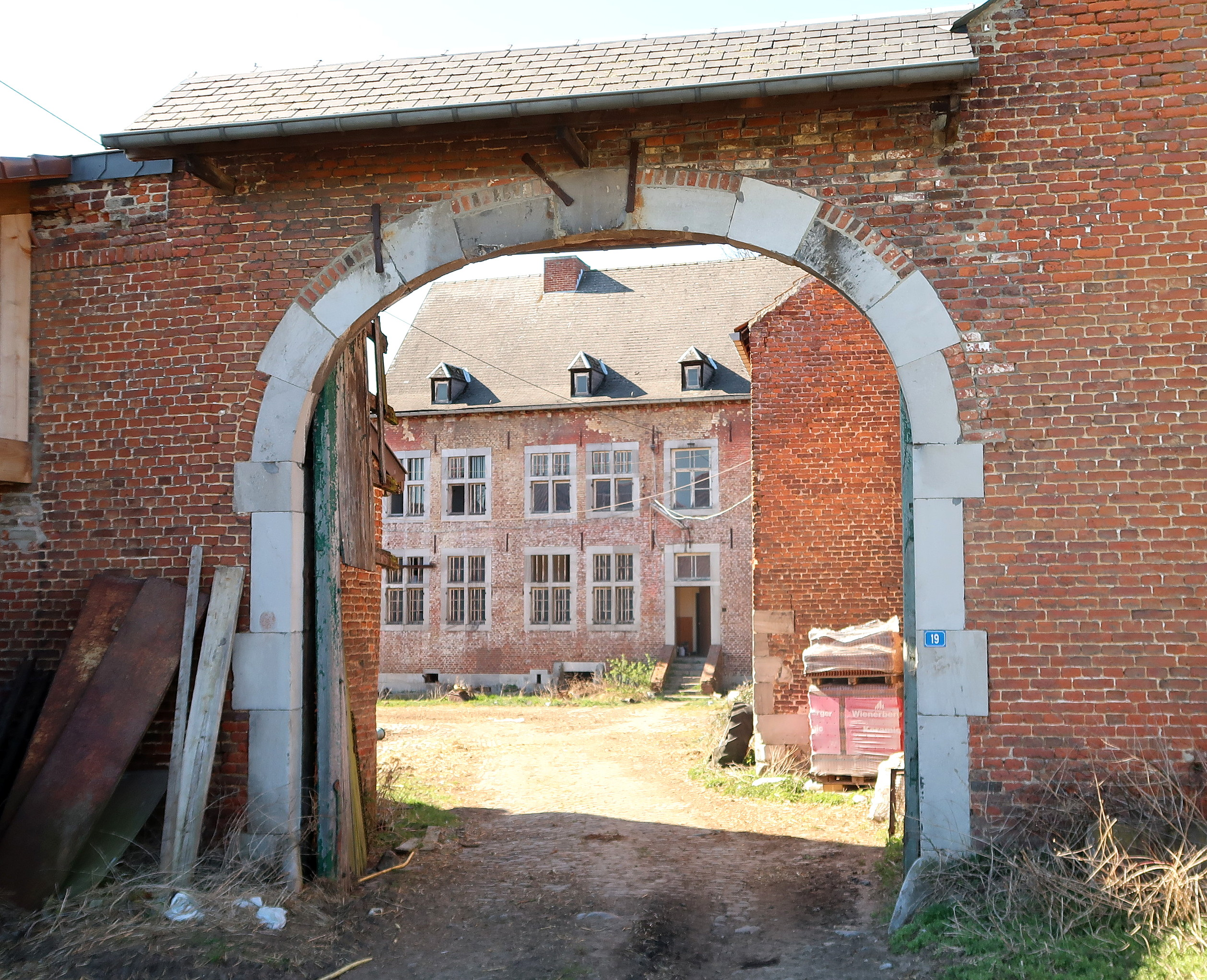
Ferme Gromzelle de 1771.
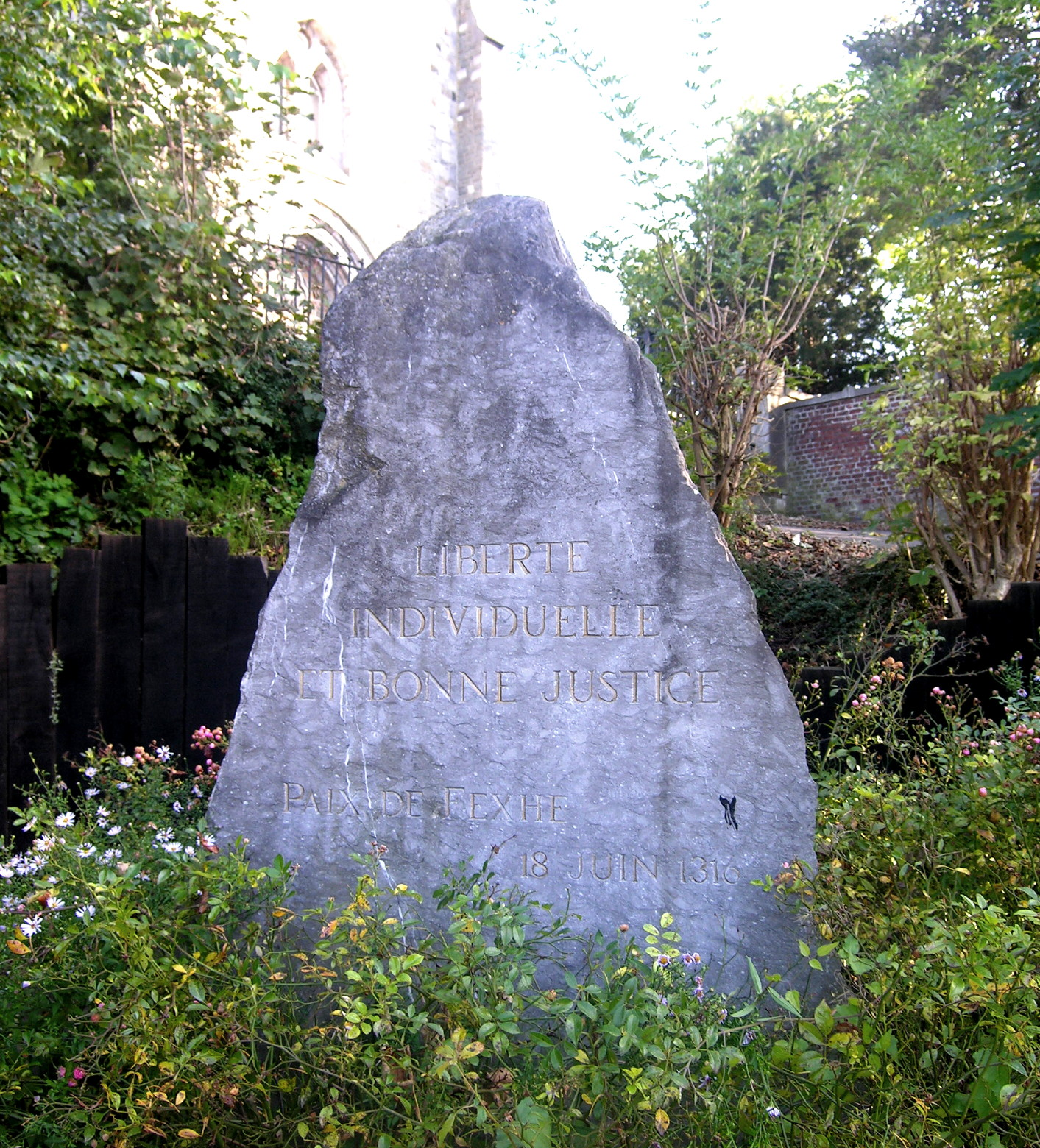
Pierre commémorative de la Paix de Fexhe.